# 平常滨藜
平常滨藜（学名：Atriplex plebeja），是大西洋特里斯坦-达库尼亚群岛特有的一种植物。作为一种鲜为人知的盐生灌木，平常滨藜只曾在特里斯坦岛和南丁格尔群岛上被见到过。
平常滨藜由苏格兰植物学家杜格尔德·卡迈克尔在1816年首次于特里斯坦岛沿岸发现并描述，自此之后该物种仅在1937至1938年间的南丁格尔群岛有被发现过，且在当时被认为是罕见的。在1989年对南丁格尔群岛以及2000年和2000年至2001年对特里斯坦岛与南丁格尔群岛的访问与调查中均未能发现它们。直至近期的一项调查在群岛中的施托尔滕霍夫岛重新发现了已有数十年未见的平常滨藜。
平常滨藜的总体威胁是细小的种群规模，由于分布在海滨地区，放牧和外来物种可能会对特里斯坦岛的种群造成威胁，而南丁格尔岛上的火灾亦是一种潜在的威胁。